# Шифр нигилистов
Шифр нигилистов — это метод шифрования, используемый движением российских нигилистов для борьбы против царского режима в 1880-х годах.
Оригинальный алгоритм был, скорее, базовым шифром, но потом появились модификации, которые обеспечивают лучшую безопасность. Одним из шифров, принадлежащих Нигилистической семье шифров, является шифр ВИК.

## Описание
В алгоритме шифра нигилистов используется матрица, называемая квадратом Полибия. Она имеет 5 строк и 5 столбцов и заполняется всеми латинскими буквами (так как в латинском алфавите 26 букв, обычно буквы I и J рассматриваются как один символ).
Порядок букв в таблице зависит от секретного слова, которое известно двум взаимодействующим сторонам. Для определения порядка следования букв, следует удалить дубликаты букв секретного слова, а затем ввести оставшиеся буквы в таблицу. Обычно буквы записаны, начиная с верхней левой ячейки направо, построчно. Тем не менее, стороны могут прийти к согласию и насчёт другого порядка. Оставшиеся буквы, которые не содержатся в ключевом слове, обычно записываются в алфавитном порядке.
Строки и столбцы таблицы пронумерованы от 1 до 5.
Каждая буква секретного ключа и сообщения изменяется в двузначное число, определяемое цифрами строк и столбцов. Секретный ключ, как правило, отличается от секретного слова, используемого для создания таблицы в предыдущем шаге. Секретный ключ используется во время шифрования всей коммуникации. И секретное слово (используется для создания таблицы), и секретный ключ (используется для шифрования всех сообщений) должны быть известны взаимодействующим сторонам.
Во время шифрования следует сложить один за другим все числа, созданные из открытого текста, с числами, созданными из букв секретного ключа. Результатом могут быть двухзначные или трёхзначные числа. Созданный шифротекст может содержать последовательность цифр или полученные цифры могут быть изменены в буквы, используя ту же таблицу и обратное преобразование.
Получатель, который знает секретный ключ, вычитает секретные номера ключей от номеров зашифрованного. Он получает числа открытого текста, которые расшифровываются в буквы при помощи той же самой таблицы.

### Пример
Выбирается ключевое слово, например, BREAK, с помощью которого создается квадрат Полибия :
|   | 1 | 2 | 3 | 4 | 5 |
| 1 | B | R | E | A | K |
| 2 | C | D | F | G | H |
| 3 | I | L | M | N | O |
| 4 | P | Q | S | T | U |
| 5 | V | W | X | Y | Z |

Шифрование применяется к сообщению «DYNAMITE WINTER PALACE» и ключу PROGRESS. Затем ключ прибавляется к сообщению:
```
Сообщение:           22 54 34 14 33 31 44 13 52 31 34 44 13 12 41 14 32 14 21 13
Ключ:                41 12 35 24 12 13 43 43 41 12 35 24 12 13 43 43 41 12 35 24
Зашифрованный текст: 63 66 69 38 45 46 87 56 93 43 69 68 25 25 84 57 73 26 56 37
```

## Безопасность
Несмотря на кажущуюся сложность, шифр был не слишком устойчив к методам взлома, которыми пользовались криптоаналитики из царской охраны. Числа шифра отправлялись, выписанные по очереди и отделённые запятыми. Если взломщик видел трёхзначное число, это указывало, что складывались числа, большие, чем 50. Это в свою очередь значило, что буква посылаемого текста и буква, на основании которой образовано данное число ключа, лежали в правой нижней четверти шахматной доски. То есть чем выше было число, тем ниже вероятнее всего лежали на квадрате обе буквы. Это сильно облегчало нахождение ключа. И все же эта базовая система — добавление ключа к замене шахматной доски, хотя с важными улучшениями — выжила в течение лет, чтобы стать основной формой секретной коммуникации для российских тайных агентов.

## Более поздние версии
Во время Второй мировой войны многие советские шпионы общались с Москвой с использованием двух шифров, которые являлись существенно улучшенными версиями шифра нигилистов. Очень сильная версия была использована Максом Клаузеном в шпионской сети Рихарда Зорге в Японии, а также Александром Футом в сети Люси в Швейцарии. Несколько более слабый вариант был использован в сети Rote Kapelle.
В обоих вариантах открытый текст сначала преобразуется в цифры путём использования шифра monôme-binôme вместо квадрата Полибия. Использование этого метода шифрования лучше, так как открытый текст слегка сжимается, тем самым увеличивая расстояние единственности, а также это позволяет операторам радиосвязи завершать свои передачи быстрее. Раннее завершение работы уменьшает риск быть обнаруженным неприятельскими радиопеленгаторами, а большое расстояния единственности увеличивает силу против статистических атак.
Окончательным развитием шифра нигилистов был шифр ВИК, используемый в 1950-х Хейханен, Рейно. К этому времени большинство советских агентов использовало шифры Вернама. Однако, несмотря на теоретическое совершенство шифра Вернама, на практике они были взломаны, в то время как ВИК нет.

## В искусстве
Джеймс Рушфорд в 2014 году исполнил гитарную пьесу по мотивам египетской поэмы о любви, зашифрованной шифром нигилистов. Пьеса состоит из пяти повторений стихотворения о секретной любви египетского поэта и мистика четырнадцатого века Мухаммеда аль-Навайи ибн Хасана ибн Али ибн Османа (1383—1455), называющегося «To A Handsome Boy With Ink-Stained Lips». В этой гитарной партии стихотворение было зашифровано в поток численных значений с двумя цифрами, и ряд ритмических мотивов присваивался каждому значению, создавая ритмическую цепочку «букв». Значительные части текста подчёркнуты через вокализации, которые берут подходящие фрагменты ритмичного шифра и повторяют их. Вокал показывает новое видение, своего рода переосмысление оригинального текста аль-Навайи.